# Christoph 42
Christoph 42 ist der Funkrufname des am Flugplatz Rendsburg-Schachtholm stationierten Rettungshubschraubers. Er wird von der DRF Luftrettung betrieben und kommt in der Luftrettung im Raum Rendsburg sowie in weiten Teilen Schleswig-Holsteins zum Einsatz.

## Station, Einsatz und Besetzung
Der Rettungshubschrauber vom Typ Airbus Helicopters H145 D-3 wird von der Integrierten Regionalleitstelle Mitte zu Einsätzen mit Notarztindikation alarmiert. Dies erfolgt, wenn ein Notarzteinsatzfahrzeug (NEF) nicht rechtzeitig verfügbar ist, die Art des Notfalls den Patiententransport per Hubschrauber erforderlich macht oder ein Intensivtransport notwendig wird.
Der unter dem Rufnamen Christoph 42 eingesetzte Hubschrauber ist tagsüber mit einem Piloten der DRF Luftrettung, einem Navigator und einem Notarzt besetzt. Nachts schreibt die Einsatzplanung den Einsatz von zwei Piloten vor. Die Notfallsanitäter, die ebenfalls der DRF Luftrettung angehören, fungieren als HEMS Technical Crew Member und unterstützen den Piloten insbesondere bei der Kommunikation und Navigation. Der Notarzt verfügt in der Regel über eine Facharztausbildung in Anästhesie, Chirurgie, Innere Medizin oder Allgemeinmedizin und wird aus den umliegenden Kliniken, darunter dem Universitätsklinikum Schleswig-Holstein, gestellt. Aus rechtlicher Sicht gilt der Notarzt an Bord als Passagier.
Der Hubschrauber ist für den Einsatz eines noch in Planung befindlichen Point-in-Space (PinS)-Flugverfahrens ausgerüstet. Dieses System würde Flüge ohne direkte Sicht, beispielsweise durch Wolken oder Nebel, ermöglichen. Das Verfahren befindet sich derzeit in Prüfung durch die Landes- und Bundesluftfahrtbehörden sowie die Deutsche Flugsicherung.

## Geschichte
Christoph 42 wurde am 20. Februar 1975 in Dienst gestellt. Betreiber ist seitdem die DRF Luftrettung. Seit 2004 steht der Rettungshubschrauber rund um die Uhr in Bereitschaft. Die Ausweitung des Flugbetriebs führte zu Protesten von Anwohnern, die sich durch den Fluglärm und die Nachtflüge gestört fühlten. Während eines Umbaus der Station im Jahr 2010 war Christoph 42 vorübergehend am Flugplatz Rendsburg-Schachtholm stationiert.
Im Jahr 2015 wurde erneut Kritik an der Stationierung laut. Neben dem Lärm bemängelten Kritiker auch die vergleichsweise geringe Zahl an Patiententransporten in die Imland Klinik Rendsburg. Die Situation entspannte sich, nachdem ab 2016 ein leiseres Modell vom Typ Eurocopter EC145 eingesetzt wurde.
2018 begann die DRF Luftrettung mit der Suche nach einem neuen Standort, da die bestehende Station nicht für modernere Hubschrauber vom Typ Airbus H145 ausgelegt war. Am 24. Juli 2020 erfolgte mit der Einführung des Airbus H145 D-2 der Umzug zum Flugplatz Rendsburg-Schachtholm. Seit dem 20. Juli 2022 wird an der Station eine Airbus H145 D-3 mit Fünfblattrotor eingesetzt. Vorteile gegenüber der H145 D-2 mit Vierblattrotor sind eine etwas geringere Leermasse, ein gesteigerter Auftrieb sowie ein ruhigeres Flugverhalten. Die Maschine bietet damit bei gleicher Leistung eine um 150 kg höhere mögliche Nutzlast.

## Sonstiges
Der Name Christoph geht auf den heiligen Christophorus zurück, den Schutzpatron der Reisenden. Nach ihm tragen alle deutschen Rettungshubschrauber den BOS-Funk-Rufnamen Christoph, gefolgt von einer Nummer bei Rettungshubschraubern und einer Bezeichnung zum Standort bei Intensivtransporthubschraubern.